# 格雷·穆爾

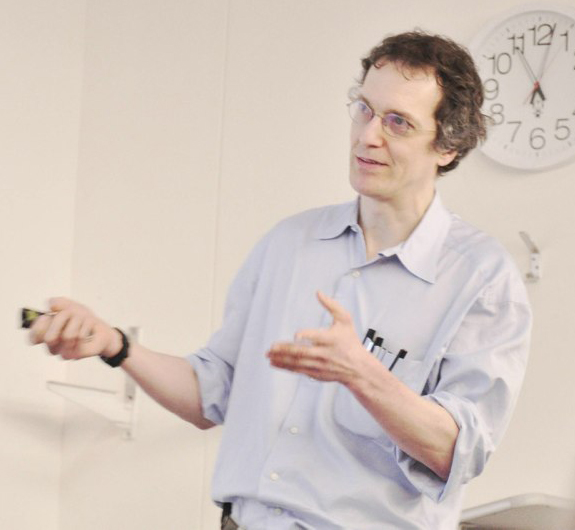
格雷·穆爾，2012年

格雷·穆爾（英語：Greg Moore, 1961年—）是美国的理论物理学家，主要研究領域為数学物理和弦理论。他目前任職於羅格斯大学的高能理论物理组。 其妻子是卡琳·拉贝，儿子則是亚瑟·寇登·摩尔。

## 生涯
穆爾於1982年取得普林斯頓大學物理學士學位，並於1985年取得哈佛大學的博士學位。

## 學術研究
Moore的研究侧重于：卡拉比–丘流形上的D膜與BPS態計量問題；其餘研究囊括黑洞熵、共形場論、以及 AdS/CFT对偶。他也研究了弦理论和数论之間的潛在關聯、低能有效超引力理论、弦宇宙學和弦场论的應用。
1. ↑  Gregory W. Moore homepage （页面存档备份，存于）, Physics and Astronomy Department, Rutgers University